# 2K12 쿱
2K12 쿱(나토명 SA-6 게인풀)은 소련의 지대공 미사일이다.

## 역사
1958년 7월 18일 다음의 목표를 설정하고 지대공 미사일 개발이 시작되었다.
- 목표물 비행속도: 420 – 600 m/s (820 - 1170 노트)
- 목표물 비행고도: 100 - 7,000 m (330 - 22,970 ft)
- 사거리: 20 km (12 마일)
- 요격률: 0.7 이상. 한 발 발사했을 때 명중률 70% 이상

## 북한
북한군은 전방지역과 동서부지역에 SA-2, SA-5 등 지대공 미사일을 배치하고 평양지역에는 SA-2와 SA-3 지대공 미사일, 고사포 등을 집중 배치하고 있다.
북한이 보유한 방공미사일 체계는 S-75(고고도용), S-125(저고도용), S-200(중고도용), SA-6(저고도용) 등 옛 소련 시절 생산된 것이 대부분이다.
2010년 6월 12일, 숀 오코너라는 미국 군사 블로거는 "북한의 지대공미사일망(SAM)을 공개하고 북한은 S-75, S-125, S-200이라는 3종류의 미사일을 운영하고 있다"고 주장했다. "북한은 1991년 실패로 입증된 이라크의 지대공미사일 방어망을 그래도 답습하고 있다"면서 "대공방어망을 21세기에 맞게 개선해야 할 것" 이라고 충고했다.